# Schloss Klingenberg (Homburg)

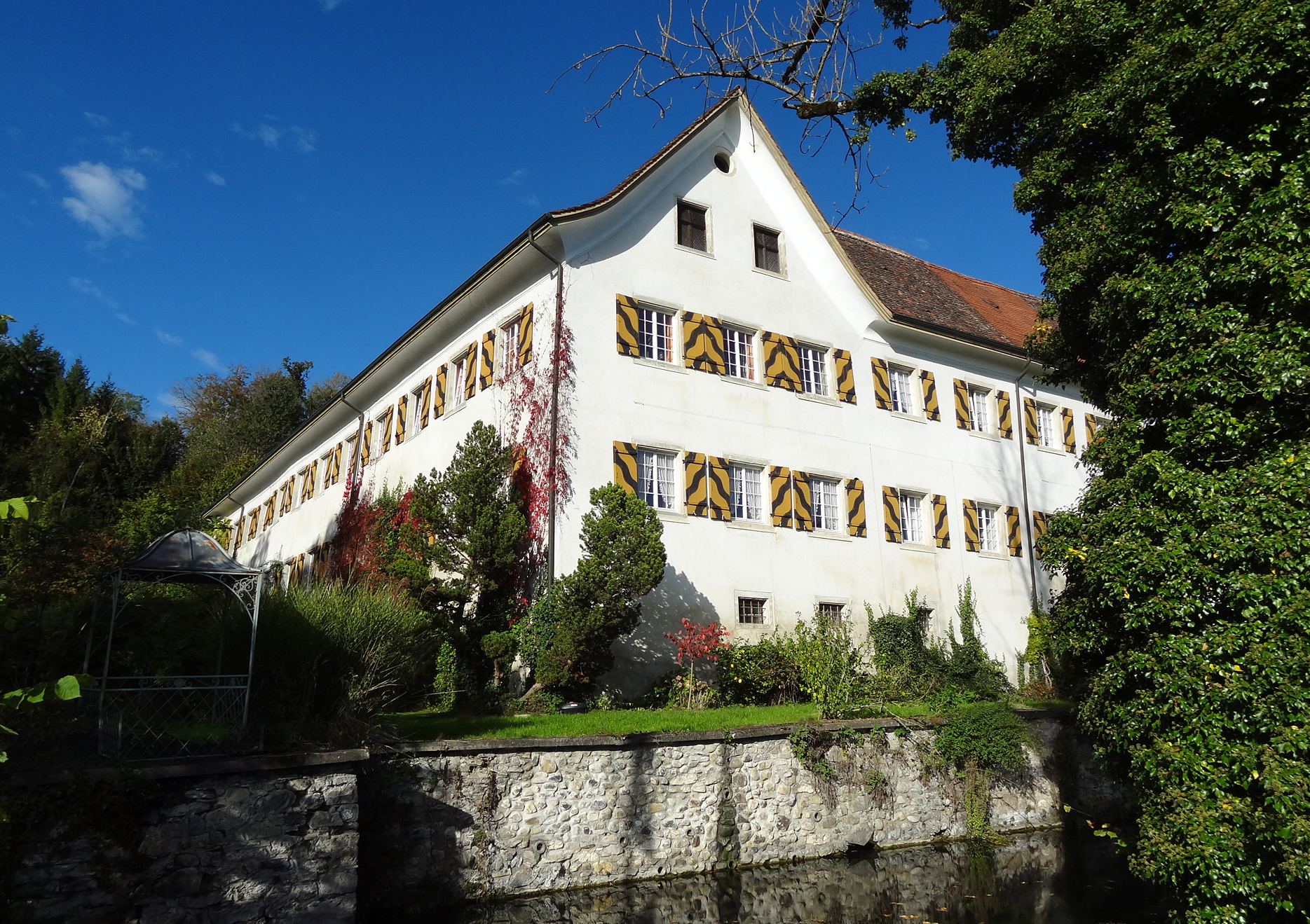
Schloss Klingenberg Südwestecke

Schloss Klingenberg ist ein Schloss bei Homburg im Schweizer Kanton Thurgau. Seine Geschichte geht bis ins 13. Jahrhundert zurück, als auf dem Burghügel hinter dem heutigen Schloss eine Feste errichtet wurde. Von dieser Burg ist heute nichts mehr erhalten, Form und Grösse lassen sich auf alten Bilddokumenten erahnen.

## Geschichte

### Mittelalter
Die ehemalige Burg war einst Stammsitz der Ministerialenfamilie von Klingenberg, die hier in der zweiten Hälfte des 13. Jahrhunderts eine geschlossene Gerichtsherrschaft errichtete. Die Herren von Klingenberg waren einflussreiche Dienstmannen der Habsburger und stellten eine Reihe von bedeutenden Äbten, Bischofen, Diplomaten, Rittern und Dichtern.
Von den edlen Klingenbergern ist heute vor allem Heinrich II. ein Begriff. Er war Kanzler von König Rudolf von Habsburg und wurde 1293 Bischof von Konstanz. Mit dem Aussterben der Klingenberger gelangte die Herrschaft durch Erbschaft 1360 an Hermann von Breitenlandenberg, 1407 an Ulrich Peyer und 1448 an Friedrich von Heidenheim, in dessen Geschlecht sie über 200 Jahre verblieb.

### Frühe Neuzeit
Während des Alten Zürichkriegs brannte die Burg 1444 samt Mühle, Torggel, Stadel und einem weiteren Haus ab. Zwei Jahre später wurde sie wieder aufgebaut. In diese Zeit fällt vermutlich die Errichtung des unteren Schlosses am Fuss des Burgfelsens und der Schlosskapelle, deren Lage heute nicht mehr bekannt ist.
1651 kaufte der Abt des Benediktinerklosters Muri Schloss und Herrschaft samt dem Kirchenpatronat von Homburg. 1694 fiel die östliche Giebelmauer des oberen Schlosses zu Boden. Der Wiederaufbau war mit einer Erweiterung des Unteren Schlosses verbunden – fast gleichzeitig begann man mit dem Bau einer separaten Kapelle. 1695 brannte das restaurierte Schloss bis auf den Kellerboden nieder, wobei auch die unvollendete Kapelle in Mitleidenschaft gezogen wurde. 1722 brannte das untere Schloss nieder und auch die Kapelle wurde wieder beschädigt. Daraufhin wurde der heutige Westflügel neu aufgebaut. 1732 brannte die Scheune neben der Kapelle nieder. Dies gab Abt Gerold Haimb Anlass, einen neuen Südflügel zu errichten und diesem auch den Ostflügel anzufügen, so dass eine monumentale barocke Drei-Flügelanlage entstand. 1772 wurde das Untere Schloss erneut von Feuer heimgesucht. Der heutige Wassergraben wurde vermutlich beim Wiederaufbau als architektonischer Schmuck des Schlosses angelegt.

### Spätere Nutzung
1812 wurde das Territorium der Gemeinde Homburg zugewiesen. Die Besitzungen gelangten bei der Klosteraufhebung und der Säkularisation 1841 an den Staat Luzern und wurden ab 1844 privates Eigentum. 1849 wurde das Obere Schloss abgebrochen. Nach mehrmaligem Besitzerwechsel kaufte 1901 die aus Südtirol eingewanderte Familie Santo den unterdessen in desolaten Zustand geratenen Besitz und brachte in jahrelanger Arbeit wieder Leben in die alten Mauern. Auf Initiative des Komitees Pro Klingenberg wurden unter Mitarbeit der Kantonalen und Eidgenössischen Denkmalpflege zwischen 1960 und 1980 diverse Restaurierungen durchgeführt. Seither steht das Schloss Klingenberg unter Bundesschutz.
Seit 2005 befindet sich das Schloss Klingenberg erneut in privatem Besitz. Die Besitzer finanzieren fortlaufend ein grosses Renovations- und Restaurationsprogramm. Nachdem die im Schloss über Jahrzehnte – zuletzt von Pächtern – betriebene Gastwirtschaft 2014 die Türen geschlossen hatte, wurde Ende 2022 bekannt, dass das Schloss erneut zum Verkauf stehe.

## Bilder

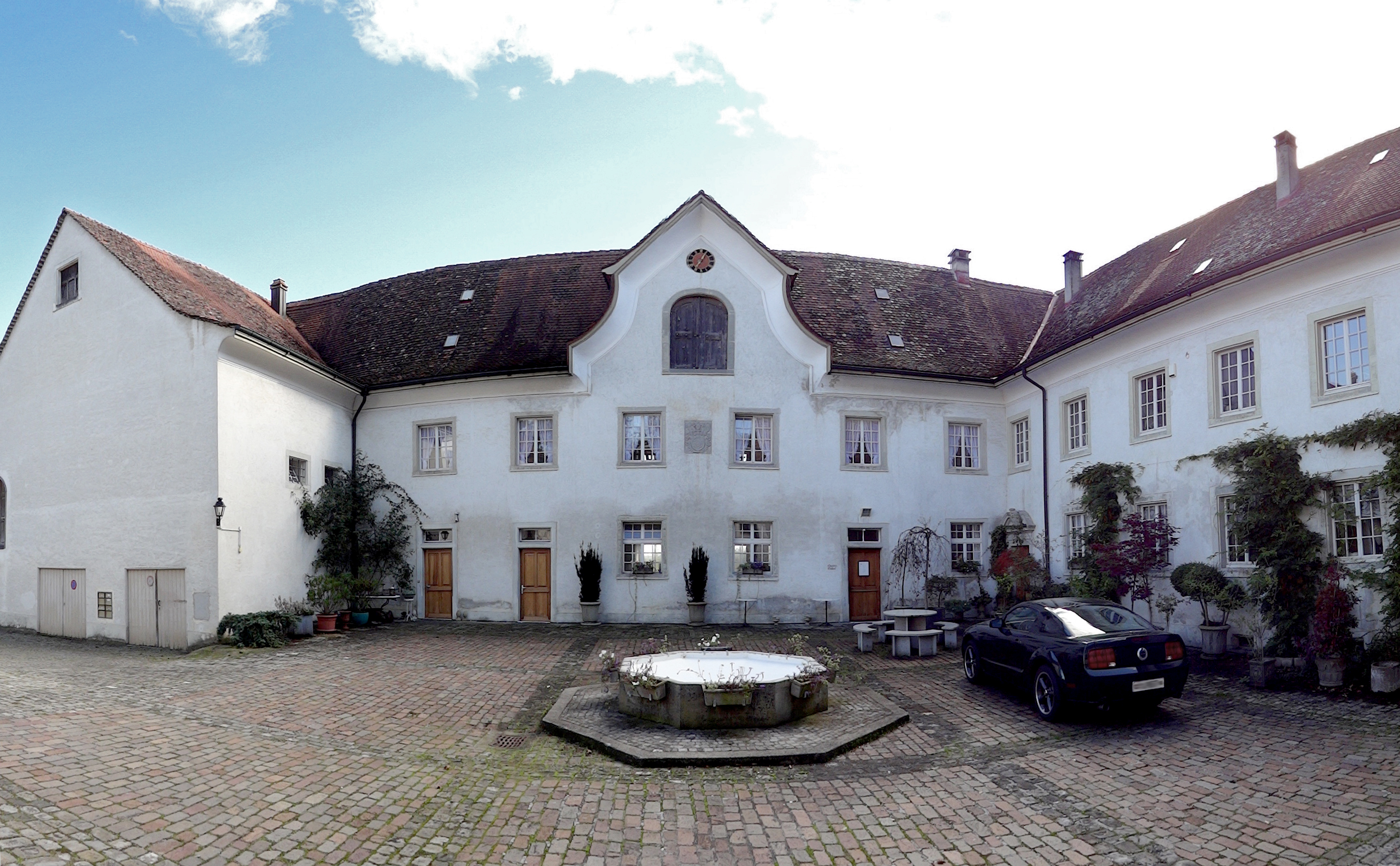
Innenhof
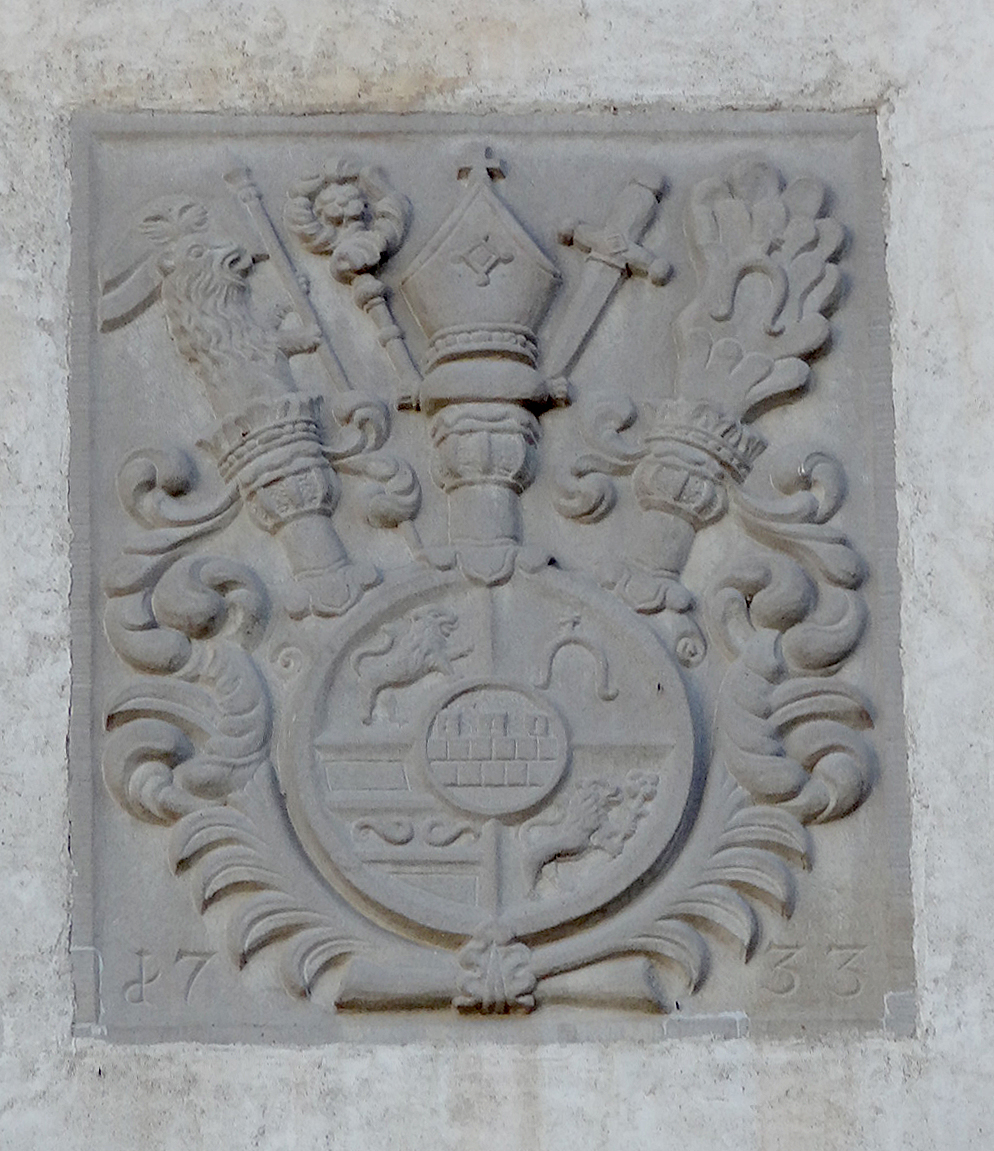
Wappen
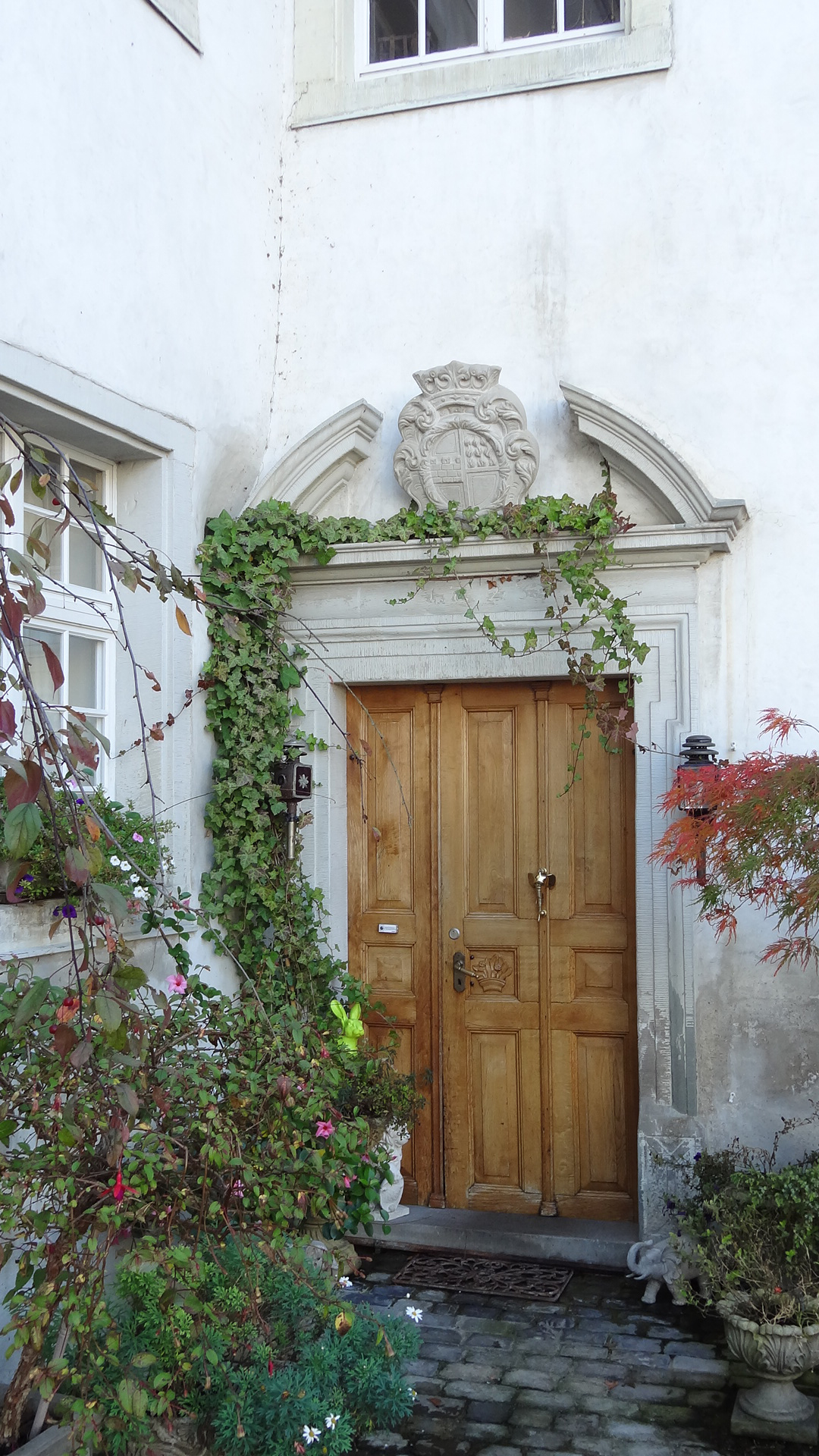
Tür Innenhof
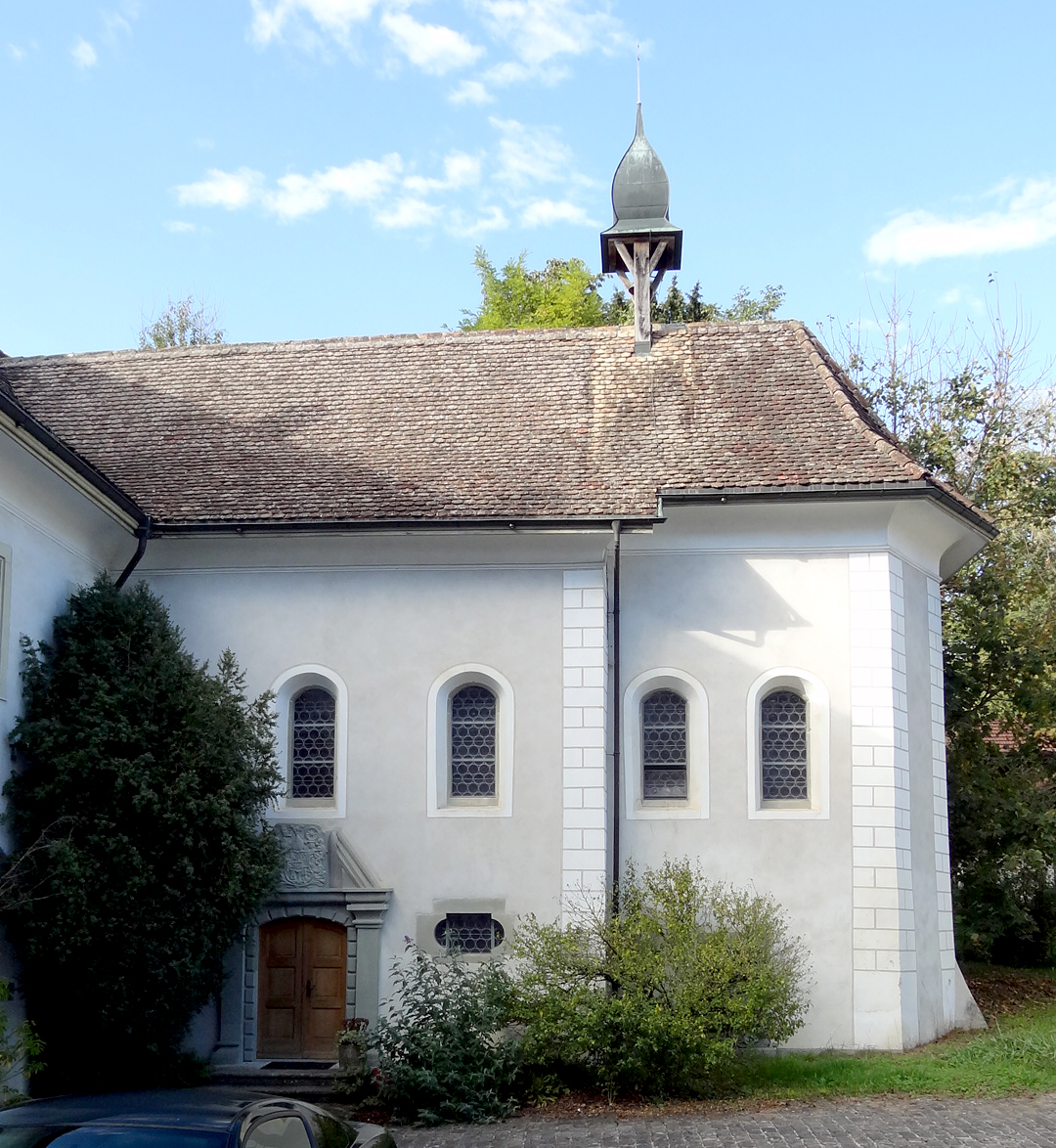
Schlosskapelle